# Kleine Beerze

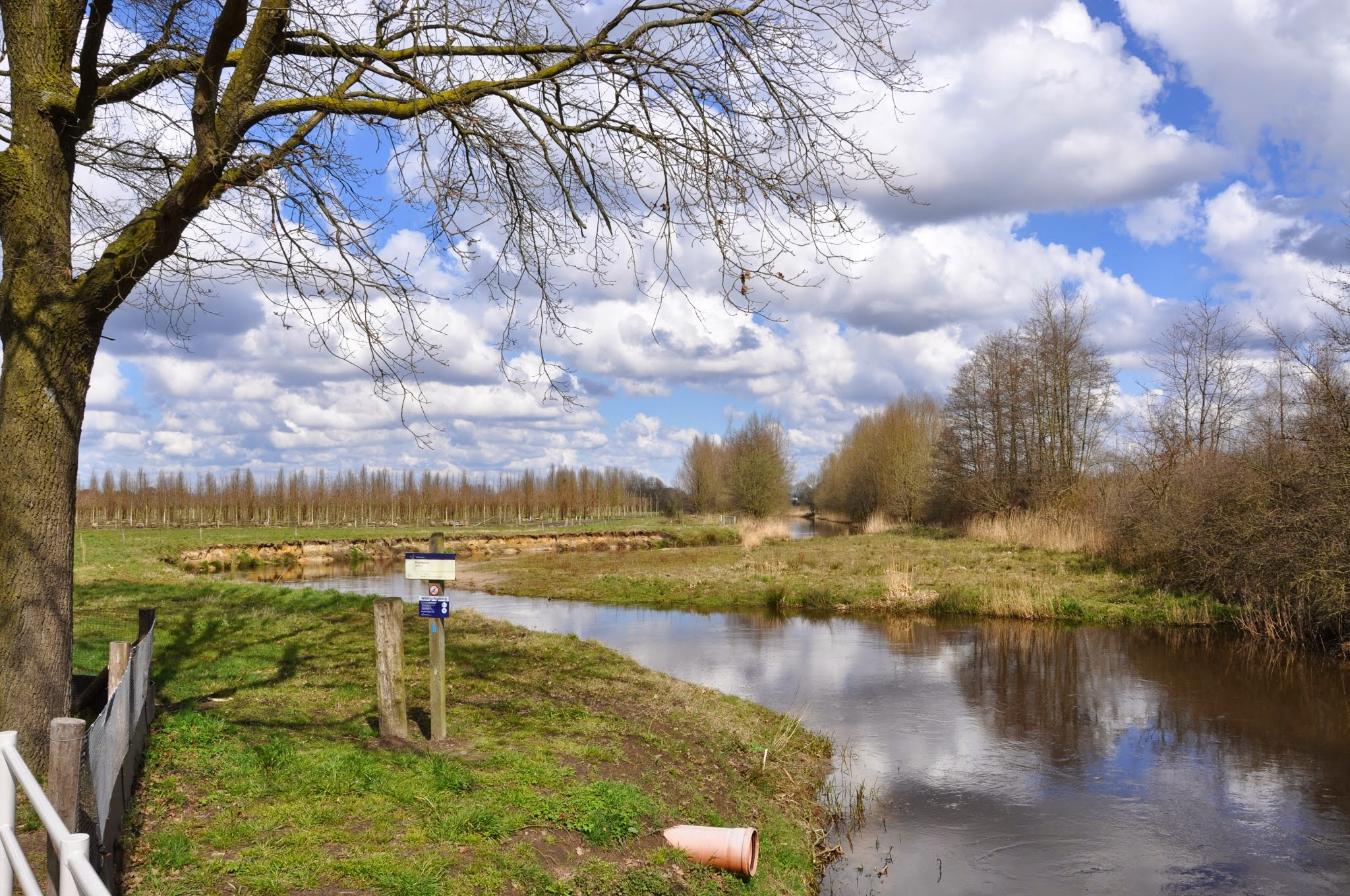
Kleine Beerze

De Kleine Beerze is een beek in Noord-Brabant. Ze heeft van oorsprong tot de samenvloeiing met de Groote Beerze, een lengte van omstreeks 15 km.

## Etymologie
De naam Beerze werd al in 1545 gebruikt door keizer Karel V en is vermoedelijk afgeleid van berne (bron) of barne (branden). Barne verwijst naar de aanwezigheid van veen (turf), dat vroeger dienstdeed als brandstof voor de kachel. Het veen werd gevormd in de laaggelegen gebieden rond de beek.

## Loop
Zij begint bij Duizel en loopt langs Hoogeloon en Vessem en tussen Oostelbeers en Middelbeers naar het Landgoed Baest, waar zij in de Beerze uitmondt. In tegenstelling tot de (Groote) Beerze loopt de Kleine Beerze voornamelijk door agrarisch gebied en is dan ook vrijwel geheel gekanaliseerd. Een zijbeek is de Kleine Aa, die bij Hoogcasteren in de Kleine Beerze stroomt.

## Natuur
Vanaf de Urnenweg ten oosten van Hoogeloon tot de samenvoeging met de Groote Beerze hoort de Kleine Beerze tot het Natura 2000 gebied Kempenland-West, vooral wegens het voorkomen van de Drijvende waterweegbree.

## Cultuurhistorie
De eerste archeologische vondsten in het dal van de Kleine Beerze stammen uit de Middensteentijd. Het neolithicum, vanaf 5000 v.Chr., bracht landbouw. De eerste sporen van landbouw in het beekdal dateren echter pas van de Bronstijd. Dan is het dal tot en met de Romeinse tijd bewoond. Uit de Romeinse tijd stammen de Kaboutersberg en de Romeinse villa Hoogeloon.
Op de Kleine Beerze heeft een watermolen gestaan, dit was de tot Oostelbeers behorende Muystermolen.

## Herinrichting van de bovenloop

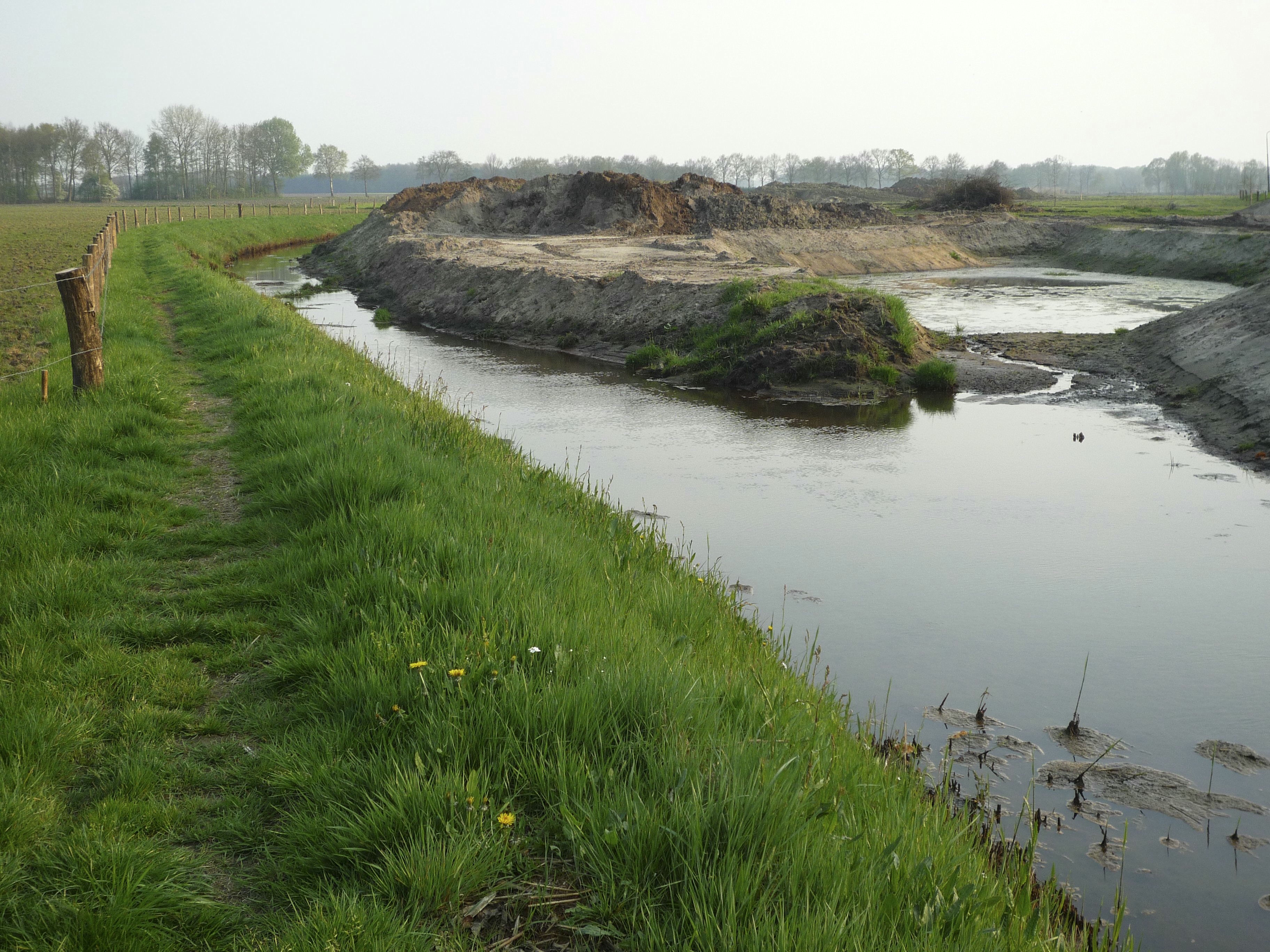
Beekherstel Kleine Beerze bij Vessem

Reeds vóór 1850 zijn de meeste bochten in de bovenloop rechtgetrokken, terwijl in het kader van de ruilherverkaveling tussen 1960 en 1970 de laatste bochten weggehaald zijn en de beek werd verdiept en verbreed om snelle waterafvoer mogelijk te maken. Er zijn toen ook zeven stuwen aangelegd.
Het Herinrichtingsplan voorziet in hermeandering over een lengte van ongeveer 5 km ten zuiden van Vessem, dat is stroomopwaarts tot Den Aard. Hier zal na 2008 een Ecologische Verbindingszone worden geschapen die de Cartierheide met het natuurgebied Dal van de Kleine Beerze verbindt. Ook zal de waterkwaliteit worden verbeterd.
Ten zuiden van Den Aard is er nooit meandering geweest, en hier zal de beek smaller en ondieper worden gemaakt, zodat ze niet droog komt te staan.